# St Margaret’s College (Christchurch)
St Margaret’s College (SMC) ist eine Private Mädchenschule in Christchurch, Neuseeland, die auf anglikanisch-christlichen Werten gegründet wurde. Sie bietet zwei akademische Bildungswege an: das neuseeländische NCEA und das International Baccalaureate (IB). Das Ziel der Schulausbildung ist laut Angabe der Schule Mädchen zu befähigen, zu lernen, zu leben und zu führen.

## Geschichte
Auf Initiative von Bischof Churchill Julius (ab 1922 erster Erzbischof von Neuseeland) der anglikanischen Diözese von Christchurch wurde die Schule 1910 gegründet. Der Bischof bewunderte die Arbeit der Schwestern in Dunedin an der 1896 gegründeten St. Hilda's School und lud deren Gemeinschaft, die Sisters of the Church des Kilburn-Ordens aus London, ein eine entsprechende Schule in Christchurch zu gründen.
Ursprünglich befand sich die Schule in der Christchurch Central City südlich der Armagh Street und wurde dort am 8. Februar 1910 eröffnet. Im Jahr 1914 zog die Schule etwas weiter nach Norden in die Chester Street West, nahe dem Cranmer Square. Dieses Gebäude ist heute Teil der Cathedral Grammar School. In den frühen 1920er Jahren eröffnete St Margaret’s eine Vorschule an der Papanui Road, etwas nördlich des heutigen Schulgeländes. In den 1940er Jahren wurde das derzeitige Gelände, nördlich des Hagley Parks bezogen. Auf diesem Gelände hatte die Schule bereits seit 1922 ein Wohnheim in einem Herrenhaus aus dem Jahr 1880 genutzt. Im Jahr 1941 wurde dieses Gebäude in Kilburn House umbenannt.
Beim Erdbeben von Christchurch 2011 wurde Kilburn House beschädigt. Nach Reparaturen in Höhe von 2 Millionen NZ-Dollar wurde das Gebäude im August 2012 wiedereröffnet. Die Schule erhielt eine Auszeichnung des Christchurch Civic Trust für die Renovierung dieses historischen Gebäudes. Diese Renovierung war Teil eines umfassenden Wiederaufbauprojekts nach den Erdbeben, bei denen die Schule fast 90 % ihrer Gebäude verloren hatte.

## St Margaret’s College heute
St Margaret’s College ist eine Mädchenschule auf der Südinsel Neuseelands, die neben dem NCEA auch das International-Baccalaureate-Diplom anbietet. Die Schule ist in drei Bereiche unterteilt:
- Junior School (Jahrgangsstufen 1–6)
- Middle School (Jahrgangsstufen 7–10)
- Senior School (Jahrgangsstufen 11–13)

Das College blickt auf eine über 90-jährige Internatstradition zurück. Aktuell wird das Internat für Schülerinnen der Jahrgangsstufen 7–13 angeboten. Derzeit leben 150 Schülerinnen in drei verschiedenen Wohnheimen, die nach Jahrgangsstufen organisiert sind. Insgesamt besuchen ca. 850 Schülerinnen, davon 31 internationale Schülerinnen, die Schule (Stand Januar 2025). Wobei sich die internationalen Schülerinnen nahezu gleichmäßig auf Middle und Senior School aufteilen. Die durchschnittliche Klassenstärke in der Schule liegt in der Senior School bei 13, der Middle School bei 18 und in der Junior School bei 16 Schülerinnen pro Klasse.
Im Jahr 2023 erreichten 93 % der Schülerinnen, die das St. Margaret's College verließen, die Hochschulzugangsvoraussetzungen. Diese Zulassungsquote gehört zu den Höchsten in ganz Neuseeland (Durchschnitt über alle Schulen hinweg: 51,8 %) und es war die Höchste aller Schulen in Christchurch.
Die jährlichen Schulgebühren für internationale Schüler mit Unterbringung im Internat der Stufe 9 bis 13 liegen im Jahr 2025 bei ca. 78.000 NZ Doller (bzw. ca. 42.700 Euro, Stand Februar 2025), wobei bei diesen Kosten noch Ausgaben für die Schuluniform, Ausflüge usw. hinzu kommen.
Geleitet wird das College von einem Trust Board, welches aus neun Mitglieder besteht. Die Mitglieder vertreten hierbei Interessengruppen, im Einzelnen sind dies die Eltern, die Old Girls’ Association, die St Margaret’s College Foundation, das Standing Committee und die Synode der anglikanischen Diözese von Christchurch. Der Bischof von Christchurch ist der Schirmherr des Colleges. Das College ist dem Independent Schools’ Council in Neuseeland angeschlossen.

## Bekannte Absolventinnen

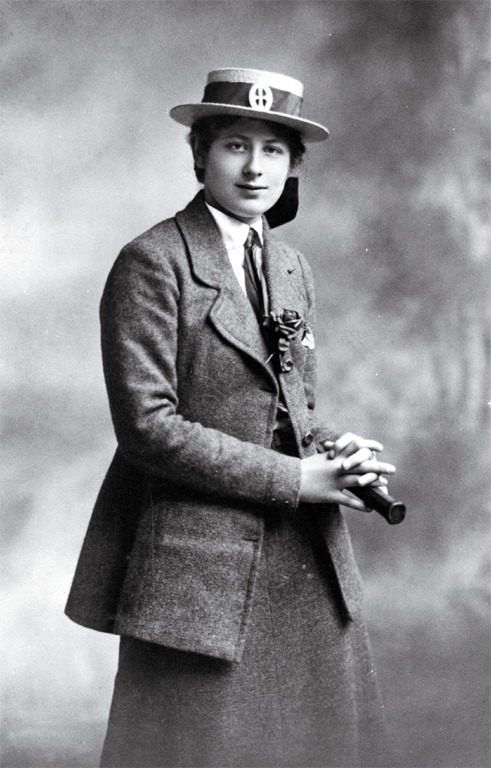
Ngaio Marsh, zwischen 1910 und 1914

- Arihia Bennett – Erste weibliche Vorstandsvorsitzende von Te Rūnanga o Ngāi Tahu
- Marjorie Chambers (1906–1989) – Pflegedienstleiterin
- Peri Drysdale (geboren 1954) – Gründer der Marken Snowy Peak und Untouched World[14]
- Ella Greenslade (geboren 1997) – Ruderin
- Anna Harrison (geboren 1983) – neuseeländische Volleyball-Nationalspielerin.[15]
- Eileen Keys (1903–1992) – Töpferin
- Olivia Loe (* 1992) – Ruderin
- Ngaio Marsh (1895–1982) – Schriftstellerin
- Mary Ruddock (1895–1969) – Modedesignerin und Geschäftsfrau[16]
- Amy Satterthwaite (* 1986) – Cricketspielerin, Mitglied der Neuseeländischen Nationalmannschaft der Frauen
- Julie Seymour (* 1971) – neuseeländische Volleyball-Spielerin[17]
- Nicky Wagner (* 1953) – Abgeordnete